# Villa consessor
Villa consessor är en tvåvingeart som först beskrevs av Daniel William Coquillett 1887.  Villa consessor ingår i släktet Villa och familjen svävflugor. Inga underarter finns listade i Catalogue of Life.